# خطوات ناعمة (برنامج)
خطوات ناعمة (بالإنجليزية: Gentle Steps)‏ هو فقرة أسبوعية تعرض في صباح الخير يا عرب وعلى شاشة إم بي سي 3 تستضيف فيها عزة زعرور ومنال عريقات إحدى الأمهات لتعرض على أخصائيين مشاكلها التي تواجهها في تربية أبنائها، لتحصل منهم على نصيحة تؤدي إلى تربية صحيحة وسليمة.

## هدف البرنامج
هو برنامج موجه إلى الأمهات، حيث يُبث بالتزامُن على كل من إم بي سي 1 وإم بي سي 3، وذلك بالتعاون مع برنامج "صباح الخير يا عرب"، وبتواجد أحد الأخصائيين، ويلي ذلك تكملة للحلقة على إم بي سي 3 مع عزة زعرور وإحدى الأمهات، إلى جانب أحد الأخصائيين الذي يمكن للأمهات التواصل معه.

## إنظر أيضاً
- عيش سفاري
- برنامج إيش طابخين يا دانية